# 鹿特丹中央图书馆

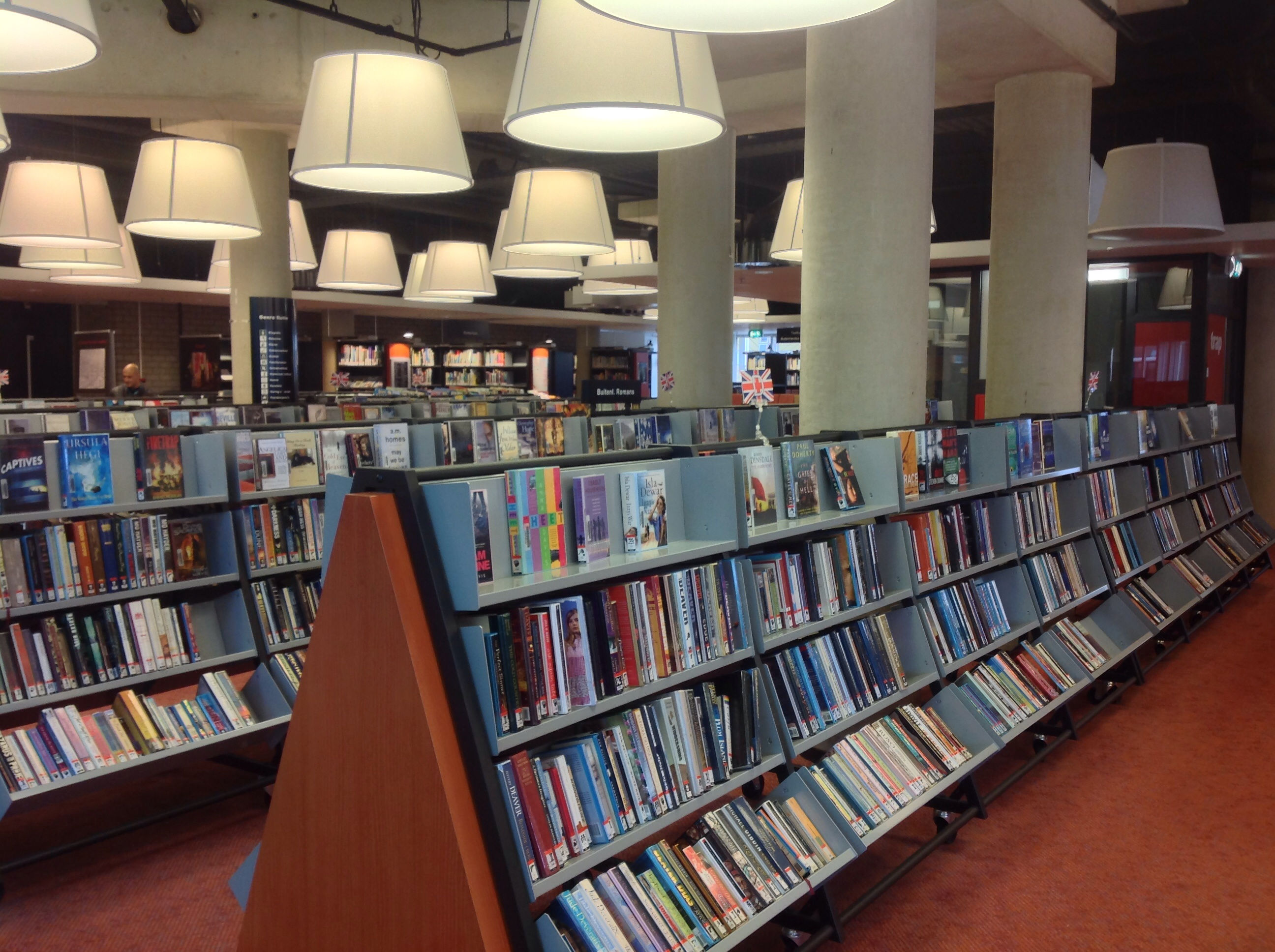
內部

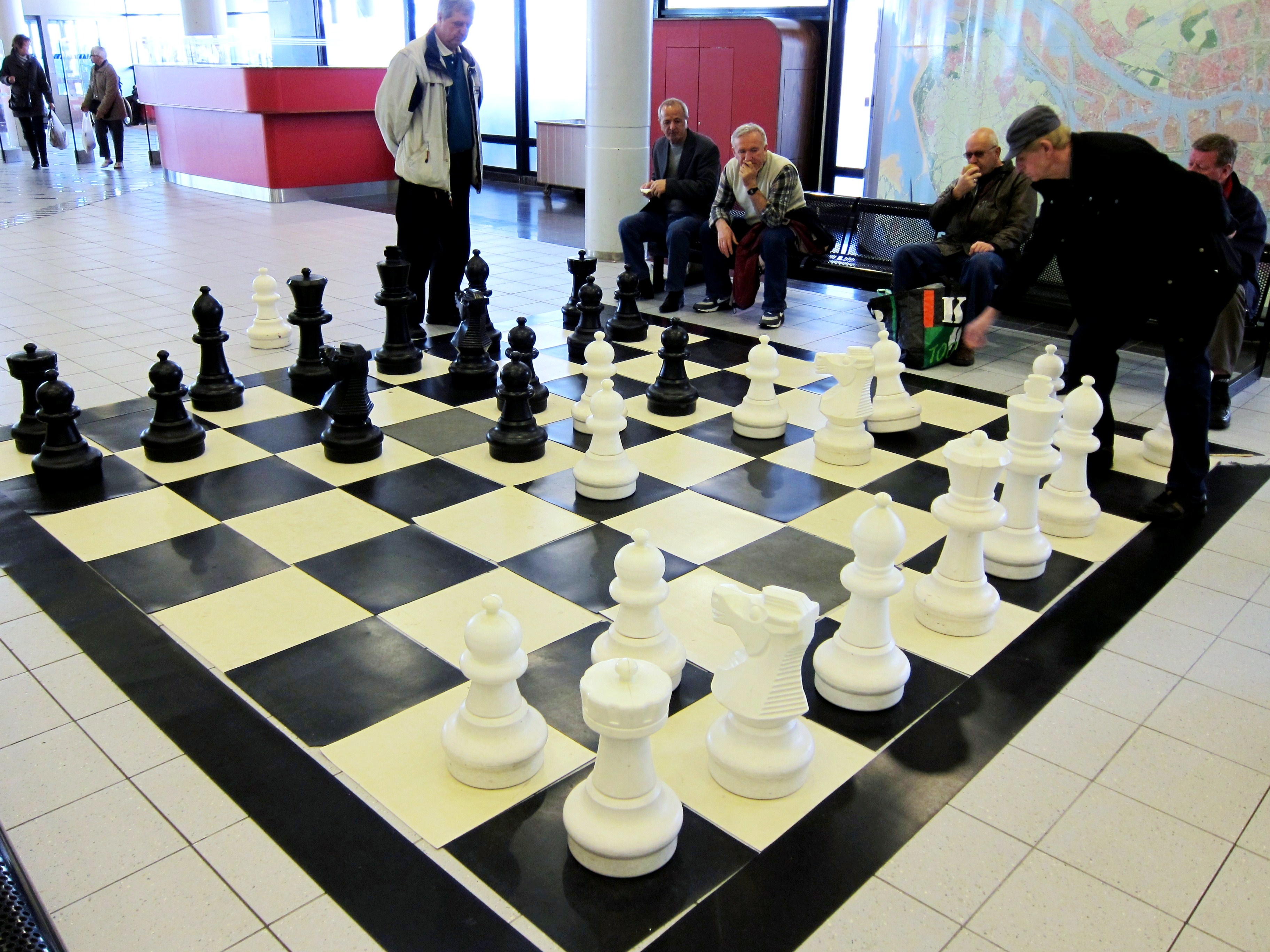
內部的大型棋盤裝飾藝術

鹿特丹中央圖書館（荷蘭語：Bibliotheek Rotterdam）位於荷蘭鹿特丹，總面積為24,000平方米，使其成為荷蘭最大的圖書館之一。鹿特丹中央圖書館創建於1604年。1983年，圖書館搬進了位於Hoogstraat路的現代建築，這棟新建築由建筑师Van den Broek & Bakema设计建造，建筑大量运用45°角的设计，层层渐缩；並以鲜艳黄色油漆的管线绕着外墙，這樣的設計頗富童趣。
圖書館共储藏书籍40多万册，分成6层楼存放。

## 外部連結
- 官方网站 （荷兰文）

 维基共享资源上的相關多媒體資源：鹿特丹中央图书馆